# NGC 2833
NGC 2833 é uma galáxia espiral (S) localizada na direcção da constelação de Lynx. Possui uma declinação de +33° 55' 39" e uma ascensão recta de 9 horas, 19 minutos e 57,8 segundos.
A galáxia NGC 2833 foi descoberta em 13 de Março de 1850 por William Parsons.